# Sinantherina socialis
Sinantherina socialis is een soort uit de stam van de raderdieren (Rotifera). 
De wetenschappelijke naam werd gepubliceerd in 1758 door Linnaeus in de tiende editie van Systema naturae.